# Scutellospora pellucida
Scutellospora pellucida är en svampart som först beskrevs av T.H. Nicolson & N.C. Schenck, och fick sitt nu gällande namn av C. Walker & F.E. Sanders 1986. Scutellospora pellucida ingår i släktet Scutellospora och familjen Gigasporaceae.   Inga underarter finns listade i Catalogue of Life.